# Riksväg 2, Estland
Riksväg 2 är en primär riksväg i Estland som samtidigt utgör Europaväg 263. Vägen som är Estlands längsta riksväg är 288 kilometer lång och går mellan huvudstaden Tallinn och Riksväg 7 (Europaväg 77) vid byn Napi, nära gränsen mot Ryssland.
Vägen ansluter till:
- Riksväg 1/Europaväg 20 (i Tallinn)
- Riksväg 4/Europaväg 67 (i Tallinn)
- Riksväg 8 (i Tallinn)
- Riksväg 11/Europaväg 265 (vid Jüri)
- Riksväg 12 (vid Kose)
- Riksväg 14 (vid Kose-Risti)
- Riksväg 5 (vid Mäo)
- Riksväg 25 (vid Mäeküla)
- Riksväg 49 (vid Imavere)
- Riksväg 38 (vid Mõhküla)
- Riksväg 37 (vid Põltsamaa)
- Riksväg 41 (vid Kärevere)
- Riksväg 40 (vid Tähtvere)
- Riksväg 92 (vid Tartu)
- Riksväg 3/Europaväg 264 (vid Tartu)
- Riksväg 61 (vid Reola)
- Riksväg 46 (vid Tatra)
- Riksväg 89 (vid Saverna)
- Riksväg 62 (vid Erastvere)
- Riksväg 71 (vid Erastvere)
- Riksväg 69 (vid Vagula)
- Riksväg 64 (vid Võru/Kirumpää)
- Riksväg 65 (vid Võru/Võrumõisa)
- Riksväg 66 (vid Võru/Verijärve)
- Riksväg 7/Europaväg 77 (vid Napi)

## Historik
Vägen mellan Tallinn och Paide hade på 1930-talet vägnummer 1 för att därefter på Sovjetunionens tid istället få  beteckningen A202 (1980). 1995 fick vägen vägnummer 2.

## Galleri

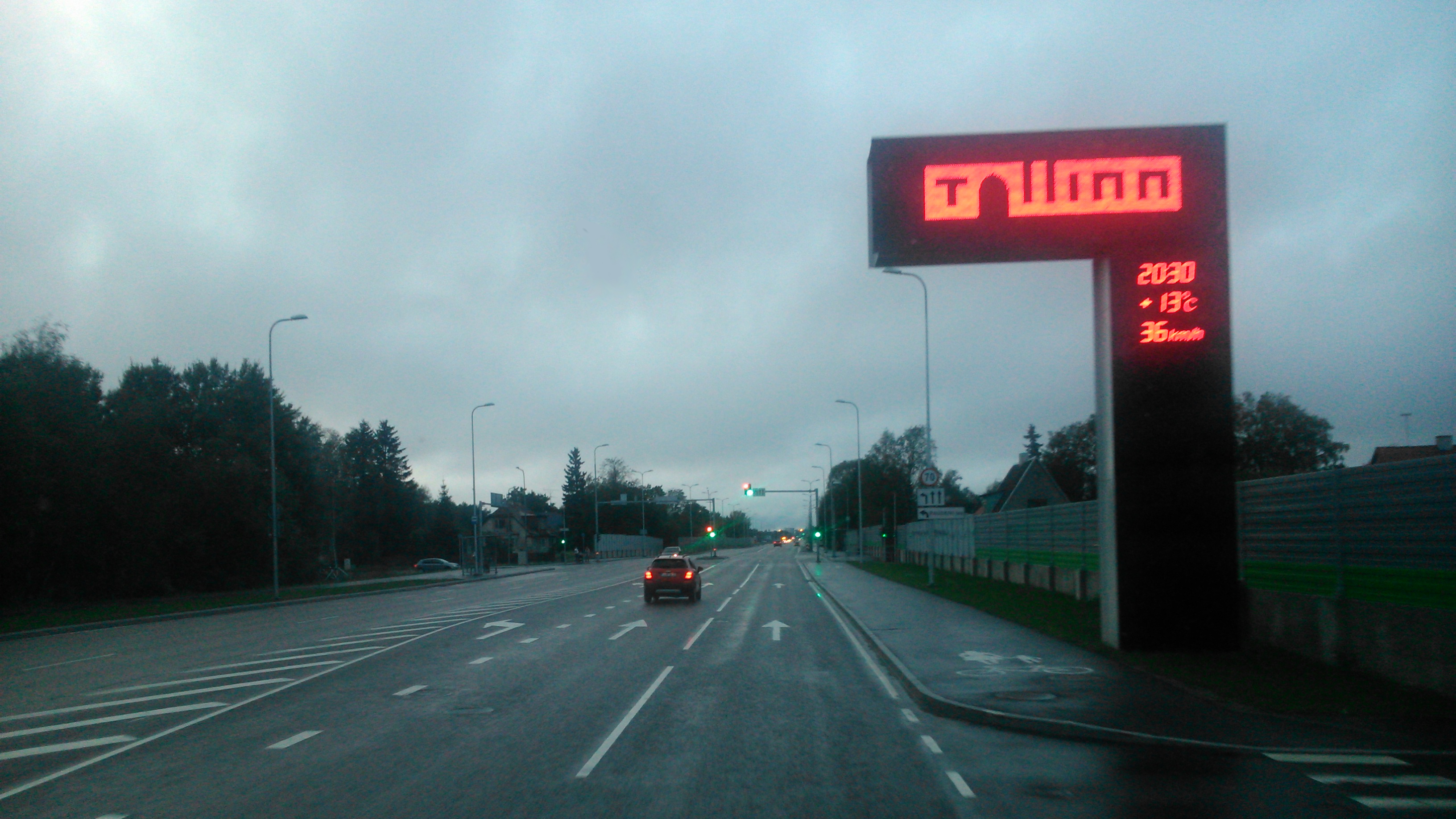
Riksväg 2 vid infarten till Tallinn.
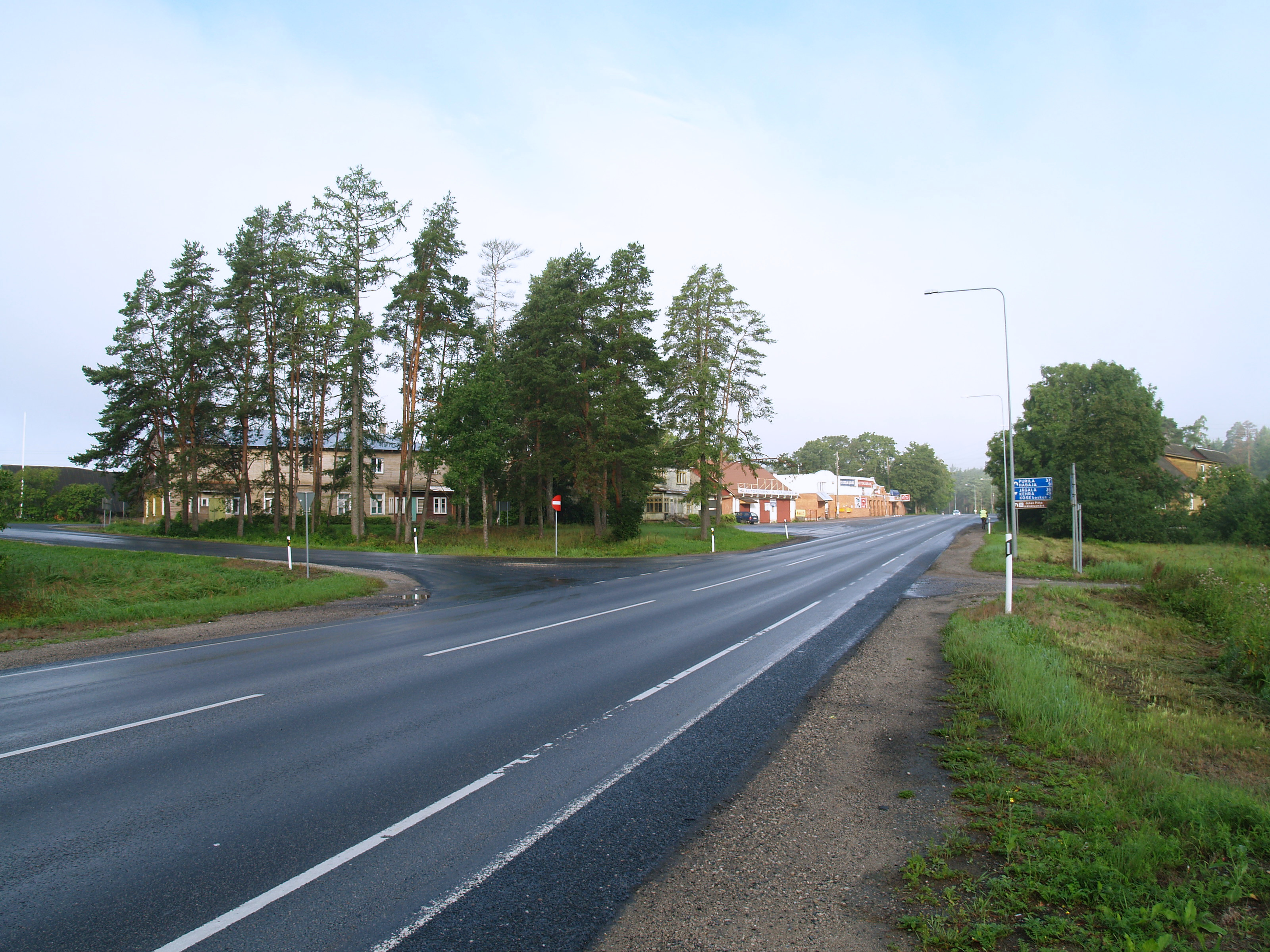
Riksväg 2 vid Kose-Risti.
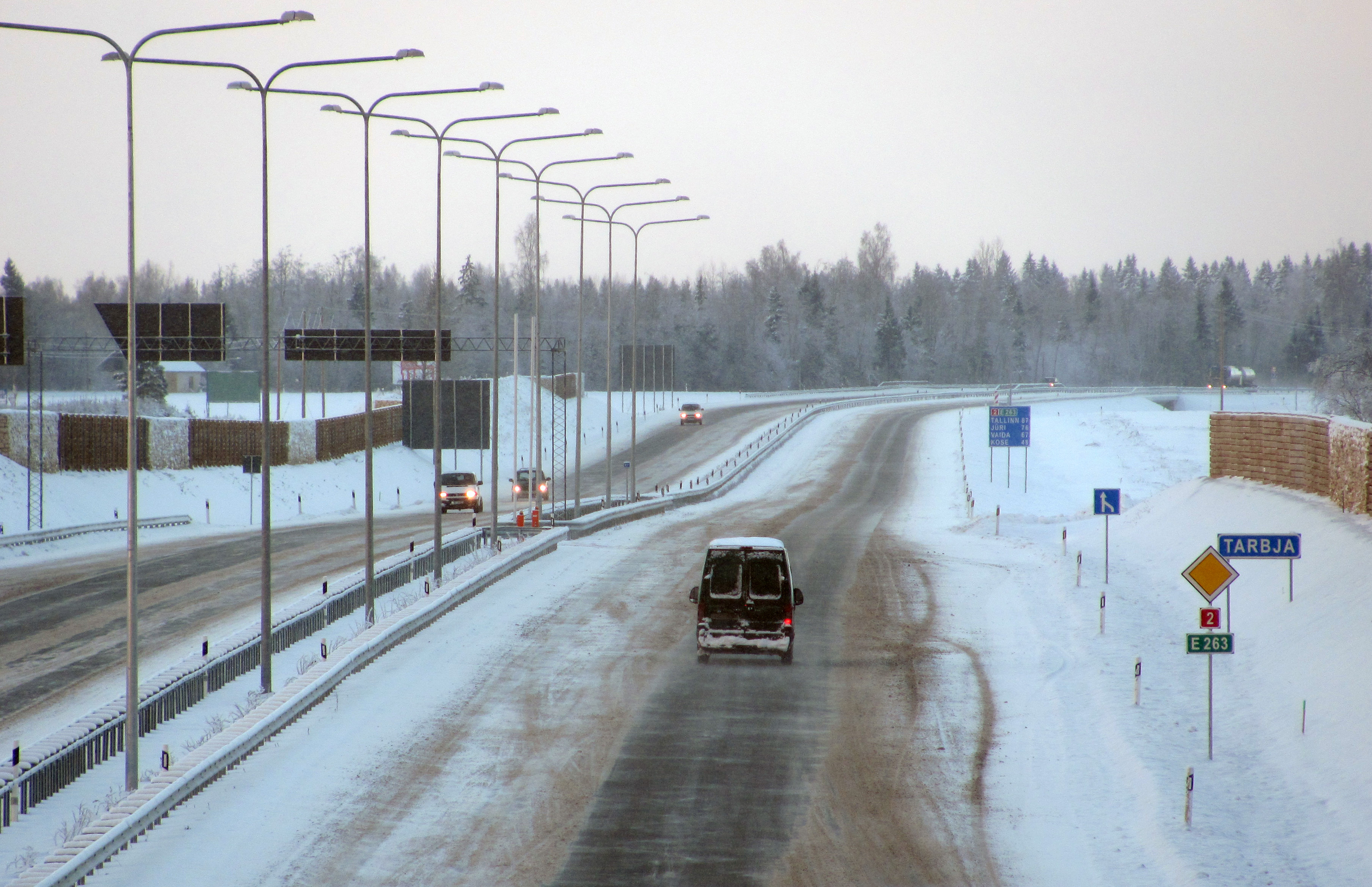
Riksväg 2 utanför Mäo.